# Марион Дели
Марион Дели (на френски: Marion Delly или M.Delly) е общ псевдоним на плодовитите френски писатели Жана-Мари-Анриет (1875-1947) и Фредерик-Анри-Жозеф (1876-1949) Петижан де ла Розиер, брат и сестра, автори на бестселъри в жанра любовен роман и приключенски роман.

## Жана-Мари
Жана-Мари-Анриет Петижан де ла Розиер (на френски: Jeanne-Marie-Henriette Petitjean de La Rosière) е родена на 13 септември 1875 г. в Авиньон, Франция. Получава образованието си в манастира „Retraite à Vannes“.
Претърпявайки любовно разочарование и отхвърляйки няколко предложения за брак се насочва към четенето на популярна за времето си литература. По-късно отразява своите мечти в творчеството си. Първоначално пише тайно от родителите си. Когато тайната ѝ е разкрита, брат ѝ помага при издаването на първия ѝ роман „L'étincelle“ през 1894 г. като поредица в списание „Ноел“. След още няколко публикации, които не носят никаква печалба, през 1903 г. излиза романът ѝ „Dans Les Ruines“, под псевдонима М. Дели, с който двамата стават известни.
През 1913 г., заради активната си писателска кариера и популярност, е приета за член на Дружеството на литераторите.
Макар и светска личност, с добри доходи, животът на писателката винаги е бил скромен и сдържан. Заради инвалидността на брат си, да края на живота си се грижи за него. От 1935 г. живеят съвсем затворено в нова къща в село Глатини (сега предградие на Версай).
Жана-Мари умира през от рак на 1 април 1947 г. във Версай, Франция.

## Фредерик-Анри
Фредерик-Анри-Жозеф Петижан де ла Розиер (на френски: Frédéric-Henri Petitjean de La Rosière) е роден през 1876 г. във Ван, Франция. Завършва образованието си първоначално като селскостопански инженер, а след това като адвокат в Юридическия факултет на Сорбоната.
Той е човек от хайлайфа и спортува активно. През 1909 г. обаче претърпява инсулт и започва да се движи в инвалидна количка. Заради заболяването си се насочва да работи в помощ на сестра си, и в издаването на нейните произведения, като сам участва в създаването на някои творби.
В периода 1915-1927 г. е женен за Сузане Готие, която умира от рак. Нямат деца.
Фредерик-Анри умира през 1949 г. във Версай, Франция.

## Обща биография и творчество
Прекарват детството си във Ван, преди семейството да се премести във Версай, където баща им, който е военен-артилерийски офицер, се пенсионира през 1887 г.
Жана-Мари посвещава живота си изцяло на писането. Приносът на брат ѝ Фредерик е към създаването на приключенските романи, и основно в умелото сключване и управление на издателските договори, на работата му едновременно с няколко издателства. Първият им известен роман става „Dans Les Ruines“ (В развалините) от 1903 г.
Романите им, които наброяват общо около 105 заглавия, са изключително популярни от 20-те до 60-те години на 20 век, и са продадени в десетки милиона екземпляра. Те са считани за основополагащи на масовата романтична литература развиваща се в началото на века и са пренебрегвани от академичните среди. Сюжетите им са еднотипни, изградени върху борбата на доброто и лошото с цел постигане на съвършената приказна любов. Героините в романите обикновено са красиви млади девици, много бедни и много добри, целомъдрени, а мъжете са високи, мъжествени, с проблемно минало, което ги отдалечава от намирането на истинската любов... докато тя логично дойде в лицето на героинята, която обаче трябва да преодолее интриги и конспирации. Мъжете имат високо чувство за морал и не се възползват от слабостта на героинята до достигането на щастливия завършек.
Заради идиличния си характер произведенията стават любими на духовенството и на католическата преса. Приживе никога не са били издавани в англоговорещите страни.
Двамата автори упорито пазят самоличността си в тайна и остават неизвестни за широката публика и критиците чак до смъртта си. Едва след смъртта на Мари през 1947 г., последвана две години по-късно и от тази на брат ѝ, се разкриват истинските им имена.
Мари и Фредерик Петижан завещават част от богатството си на хоспис и всичките си ръкописи на Дружеството на литераторите, за да помагат на нуждаещите се болни или социално слаби писатели. Погребани са в гробището „Нотр Дам де Версай“.
Много от произведенията им се публикувани като романи посмъртно.

## Произведения

### Самостоятелни романи
- L'étincelle (1894)
- Dans Les Ruines (1903)
- La Maison Du Lis (1906)
- Anita (1909)
- Esclave Ou Reine (1910)
- L'heritier Des Ducs De Sailles (1911)
- Fleurs De Foyer, Fleurs De Cloitre (1912)
- Между две души, Entre Deux Ames (1918)
- Магали, Magalì (1921)
- Le Secret De La Sarrasine: Elfrida Norsten (1924)
- Тайната на сарацина: Царят на Киджи, Le Secret De La Sarrasine: Le Roi De Kidji (1924)
- Les Ombres (1925)
- Неверният съпруг, L'infidèle (1927)
- Горди души, Coeurs Ennemis: Orietta (1928)
- Une Misère Dorée (1929)
- La Lune D'or 1+2 (1932)
- Сама в живота, Ma Robe Couleur Du Temps (1933)
- Un Marquis De Carabas (1935)
- Както в приказките, Comme Un Conte De Fées (1935)
- Gabrielle Et Son Mystère (1936)
- L'etoile Du Roi Boris
- Le Drame De L'étang-Aux-Biches (1940)
- Изгнаницата, L'exilée (1947)
- Домът на славеите, La Maison Des Rossignols (1948)
- Le Secret De La Luzette (1948)
- Une Femme Superieure (1948)
- La Douloureuse Victoire (1949)
- Rue Des Trois Graces (1950)
- Aurore De Brusfeld (1950)
- Le Violon Tzigane (1950)
- Folie De Sages (1951)
- Кръстосани пътища, Gilles De Cesbres (1951)
- Ридания в нощта, Des Plaintes Dans La Nuit (1952)
- Le Chant De La Misere (1952)
- Le Repaire Des Fauves (1953)
- Cite Des Anges (1953)
- Нимфата от Капдьой, L'ondine De Capdeuilles (1953)
- Aelys Aux Cheveux D'or (1954)
- Fille De Chouans (1954)
- Le Fruit Mûr (1954)
- Le Roseau Brise (1954)
- Мици, Mitsi (1954)
- Le Roi Aux Yeux De La Reve (1955)
- La Colombe De Rudsay-Manor (1955)
- Sainte-Nitouche (1955)
- La Fee De Kermoal (1956)
- L'orgueil Dompte (Том 2 На Aélys Aux Cheveux D'or) (1956)
- Le Sphinx D'émeraude (1957)
- Lysis (1958)
- Ourida (1958)
- Бялата котка, La Chatte Blanche (1958)
- La Vengeance De Ralph (1958)
- Les Hiboux Des Roches-Rouges (1959)
- Под маската, Le Maître Du Silence: Sous Le Masque (1960)
- Les Deux Fraternites (1960)
- Ahelya, Fille Des Indes (1961)
- La Lampe Ardente (1961)
- Annonciade (1961)
- Berengère, Fille De Roi (1962)
- Тайната на Керевен 1+2, Le Mystere De Ker-Even 1+2 (1963)
- Les Solitaires De Mylos (1964)
- L'héritage De Cendrillon (1966)
- Le Candélabre Du Temple (1966)
- Le Porte Scellee (1966)
- La Rose Qui Tue (1966)
- Les Heures De La Vie (1966)
- Les Deux Crimes De Thècle (1966)
- Sous L'oeil Des Brahmes (1966)
- Неравен брак, Une Mesalliance (1966)
- La Jeune Fille Emmuree (1967)
- La Louve Devorante (1967)
- Un Amour De Prince (1968)
- Сирачето, L'orpheline De Ti-Carrec (1968)
- Le Rubis De L'emir (1968)
- Le Sceau De Satan (1969)
- L'accusatrice (1969)
- Malereyne (1969)
- Reinette (1969)
- Pour L'amour D'ourida (1969)
- Любовта на монахинята, La Petite Chanoinesse (1969)
- Огън под леда, Le Feu Sous La Glace (1970)
- Gwen, Princesse D'orient(1970)
- Hoëlle Aux Yeux Pers (1970)
- Братята на справедливостта, Le Roi Des Andes (1970)
- Salvatore Falnerra (1970)
- La Villa Des Serpents (1971)
- Les Seigneurs Loups (1972)
- L'enfant Mysterieuse (1972)
- L'illusion Orgueilleuse (1973)
- La Biche Au Bois (1973)
- Краят на една валкирия, La Fin D'une Walkyrie (1974)
- Le Maître Du Silence: Le Secret Du Kou-Kou-Nor (1977)
- Le Testament De M. D'erquoy (1978)

## Книги за Марион Дели
- Delly (1875-1947) – bibliographie (2003) – от Даниел Фромонт
- DELLY: La Cenerentola di Versailles (2012) – от Ана Леви